# Puchar Świata w saneczkarstwie (tory naturalne) 2010/2011
Puchar Świata w saneczkarstwie 2010/2011 na torach naturalnych to 19. edycja zawodów w saneczkarstwie. Zawodnicy podczas tego sezonu wystąpili w sześciu zawodach tego cyklu rozgrywek. Rywalizacja rozpoczęła się w Nowouralsku 9 grudnia 2010, a zakończył w Olangu 27 lutego 2011 roku.
Najważniejszą imprezą sezonu były mistrzostwa świata rozegrane w dniach 27-30 stycznia 2011 w austriackiej miejscowości Umhausen.

## Kalendarz zawodów Pucharu Świata
| Lp.                               | Data                | Miejscowość   | Konkurencja      | 1 miejsce                                 | 2 miejsce                                     | 3 miejsce                                     |
| --------------------------------- | ------------------- | ------------- | ---------------- | ----------------------------------------- | --------------------------------------------- | --------------------------------------------- |
| 1 PŚ.                             | 9-12 grudnia 2010   | Nowouralsk    | Jedynki kobiet   | Jekatierina Ławrientjewa                  | Melanie Batkowski                             | Renate Gietl                                  |
| 1 PŚ.                             | 9-12 grudnia 2010   | Nowouralsk    | Jedynki mężczyzn | Patrick Pigneter                          | Robert Batkowski                              | Michael Scheikl                               |
| 1 PŚ.                             | 9-12 grudnia 2010   | Nowouralsk    | Dwójki mężczyzn  | Włochy Patrick Pigneter · Florian Clara   | Rosja Paweł Porszniew · Iwan Łazariew         | Austria Christian Schatz · Gerhard Mühlbacher |
| 2 PŚ.                             | 13-14 grudnia 2010  | Nowouralsk    | Jedynki kobiet   | Jekatierina Ławrientjewa                  | Melanie Batkowski                             | Renate Gietl                                  |
| 2 PŚ.                             | 13-14 grudnia 2010  | Nowouralsk    | Jedynki mężczyzn | Patrick Pigneter                          | Robert Batkowski                              | Gernot Schwab                                 |
| 2 PŚ.                             | 13-14 grudnia 2010  | Nowouralsk    | Dwójki mężczyzn  | Rosja Paweł Porszniew · Iwan Łazariew     | Włochy Patrick Pigneter · Florian Clara       | Rosja Aleksandr Jegorow · Piotr Popow         |
| 3 PŚ.                             | 14-16 stycznia 2011 | Laces         | Jedynki kobiet   | Jekatierina Ławrientjewa                  | Renate Gietl                                  | Evelin Lanthaler                              |
| 3 PŚ.                             | 14-16 stycznia 2011 | Laces         | Jedynki mężczyzn | Patrick Pigneter                          | Thomas Kammerlander                           | Robert Batkowski                              |
| 3 PŚ.                             | 14-16 stycznia 2011 | Laces         | Dwójki mężczyzn  | Austria Christian Schopf · Andreas Schopf | Rosja Paweł Porszniew · Iwan Łazariew         | Włochy Patrick Pigneter · Florian Clara       |
| 4 PŚ.                             | 21-23 stycznia 2011 | Kindberg      | Jedynki kobiet   | Jekatierina Ławrientjewa                  | Melanie Batkowski                             | Renate Gietl                                  |
| 4 PŚ.                             | 21-23 stycznia 2011 | Kindberg      | Jedynki mężczyzn | Rudi Resch                                | Patrick Pigneter                              | Anton Blasbichler                             |
| 4 PŚ.                             | 21-23 stycznia 2011 | Kindberg      | Dwójki mężczyzn  | Włochy Patrick Pigneter · Florian Clara   | Rosja Paweł Porszniew · Iwan Łazariew         | Austria Christian Schopf · Andreas Schopf     |
| 18. Mistrzostwa Świata – Umhausen |                     |               |                  |                                           |                                               |                                               |
| 5 PŚ.                             | 11-13 lutego 2011   | Unterammergau | Jedynki kobiet   | Renate Gietl                              | Jekatierina Ławrientjewa                      | Melanie Batkowski                             |
| 5 PŚ.                             | 11-13 lutego 2011   | Unterammergau | Jedynki mężczyzn | Alex Gruber                               | Gernot Schwab                                 | Anton Blasbichler                             |
| 5 PŚ.                             | 11-13 lutego 2011   | Unterammergau | Dwójki mężczyzn  | Niemcy Björn Kierspel · Christian Wichan  | Austria Christian Schatz · Gerhard Mühlbacher | Włochy Patrick Pigneter · Florian Clara       |
| 6 PŚ.                             | 25-27 lutego 2011   | Olang         | Jedynki kobiet   | Renate Gietl                              | Jekatierina Ławrientjewa                      | Melanie Batkowski                             |
| 6 PŚ.                             | 25-27 lutego 2011   | Olang         | Jedynki mężczyzn | Patrick Pigneter                          | Anton Blasbichler                             | Rudi Resch                                    |
| 6 PŚ.                             | 25-27 lutego 2011   | Olang         | Dwójki mężczyzn  | Włochy Patrick Pigneter · Florian Clara   | Austria Christian Schatz · Gerhard Mühlbacher | Rosja Paweł Porszniew · Iwan Łazariew         |

## Klasyfikacje

### Klasyfikacja generalna Pucharu Świata (kobiety)
| lp.  | zawodnik                 | kraj    | punkty |
| ---- | ------------------------ | ------- | ------ |
| 1.   | Jekatierina Ławrientjewa | Rosja   | 570    |
| 2.   | Renate Gietl             | Włochy  | 495    |
| 3.   | Melanie Batkowski        | Austria | 450    |
| 4.   | Evelin Lanthaler         | Włochy  | 355    |
| 5.   | Marlies Wagner           | Austria | 261    |
| 6.   | Ludmiła Aksienienko      | Rosja   | 245    |
| 7.   | Melanie Schwarz          | Włochy  | 217    |
| 8.   | Alexandra Obrist         | Włochy  | 215    |
| 9.   | Veronika Nachmann        | Niemcy  | 180    |
| 10.  | Tina Unterberger         | Austria | 162    |
| .... |                          |         |        |
| 17.  | Wioletta Ryś             | Polska  | 58     |

### Klasyfikacja generalna Pucharu Świata (mężczyźni)
| lp.  | zawodnik            | kraj    | punkty |
| ---- | ------------------- | ------- | ------ |
| 1.   | Patrick Pigneter    | Włochy  | 540    |
| 2.   | Robert Batkowski    | Austria | 373    |
| 3.   | Anton Blasbichler   | Włochy  | 360    |
| 4.   | Rudi Resch          | Włochy  | 348    |
| 5.   | Thomas Schopf       | Austria | 291    |
| 6.   | Gernot Schwab       | Austria | 265    |
| 7.   | Florian Clara       | Włochy  | 256    |
| 8.   | Gerald Kammerlander | Austria | 245    |
| 9.   | Michael Scheikl     | Austria | 241    |
| 10.  | Thomas Kammerlander | Austria | 202    |
| .... |                     |         |        |
| 14.  | Adam Jędrzejko      | Polska  | 153    |
| 16.  | Damian Waniczek     | Polska  | 131    |
| 25.  | Andrzej Laszczak    | Polska  | 69     |
| 44.  | Łukasz Goryl        | Polska  | 20     |
| 48.  | Mirosław Sojka      | Polska  | 16     |

### Klasyfikacja generalna Pucharu Świata (dwójki mężczyzn)
| lp.  | zawodnik                               | kraj    | punkty |
| ---- | -------------------------------------- | ------- | ------ |
| 1.   | Patrick Pigneter – Florian Clara       | Włochy  | 525    |
| 2.   | Paweł Porszniew – Iwan Łazariew        | Rosja   | 475    |
| 3.   | Christian Schatz – Gerhard Muehlbacher | Austria | 410    |
| 4.   | Christian Schopf – Andreas Schopf      | Austria | 345    |
| 5.   | Björn Kierspel – Christian Wichan      | Niemcy  | 242    |
| 6.   | Stanisław Kowszyk – Ilja Tarasow       | Rosja   | 222    |
| 7.   | Thomas Schopf – Andreas Schöpf         | Austria | 221    |
| 8.   | Andrzej Laszczak – Damian Waniczek     | Polska  | 195    |
| 9.   | Florian Breitenberger – David Mair     | Włochy  | 138    |
| 10.  | Aleksandr Jegorow – Piotr Popow        | Rosja   | 125    |
| .... |                                        |         |        |
| 18.  | Łukasz Goryl – Mirosław Sojka          | Polska  | 32     |